# Achomi
Língua Achomi ou larestani é uma língua indoeuropeia do ramo suloccidental das línguas iranianas, que se fala no sul de Irão, isto é, no sul das províncias de Fars e Carmânia, o este da província de Bushehr e em Hormusgão, bem como entre povos não árabes de outros países do Golfo Pérsico.